# Renate Gebhard
Renate Gebhard (Bolzano, 2 maggio 1977) è una politica italiana.

## Biografia
Originaria di Lazfons, frazione di Chiusa, si è diplomata all'istituto tecnico commerciale a Bressanone ed è laureata in giurisprudenza, avendo studiato presso le università di Innsbruck, Padova e Genova. Dal 2006 esercita la professione di avvocato.
Iscritta alla SVP-Frauen, sezione femminile della Südtiroler Volkspartei, la Gebhard è stata consigliere comunale nel suo comune d'origine dal 2005 al 2015.

### Elezione a deputato
Nel 2013, dopo essersi classificata al secondo posto nel turno di elezioni primarie indette dal suo partito per ripartire le candidature alla Camera dei deputati, alle elezioni politiche del 2013 è stata eletta deputata della XVII Legislatura nella circoscrizione Trentino-Alto Adige. Alla Camera, assieme agli altri 5 eletti della SVP, si iscrive alla componente del gruppo misto Minoranze linguistiche e fa parte della Commissione Finanze e della Commissione Parlamentare per l'attuazione del federalismo fiscale.
Alle elezioni politiche del 2018 si ricandida alla Camera per la lista unificata SVP-PATT nel collegio uninominale Trentino-Alto Adige - 03 (Bressanone/Brixen); le urne la vedono uscire vincente con il 64,98% delle preferenze davanti a Cristina Barchetti del centrodestra (10,93%) e a Verena Weinert del Movimento 5 Stelle (9,45%), garantendole la riconferma a Montecitorio.
Alle elezioni politiche del 2022 viene rieletta nel collegio uninominale Trentino-Alto Adige - 04 (Bressanone/Brixen) per la SVP con il 57,41%, davanti a Franz Ploner del centrosinistra (19,64%) e Paola Binetti del centrodestra (10,40%).
Diventa vicepresidente del Gruppo misto nella XIX legislatura.